# Вик, Ян
Ян Вик, также Ян Вейк и Джон Уик (нидерл. Jan Wyck, англ. John Wick; 29 октября 1652, Харлем, Республика Соединённых провинций — 17 мая 1702, Мортлейк, Большой Лондон, Англия) — голландский живописец батального жанра Золотого века Нидерландов. Работал главным образом в Англии.

## Биография
Ян Вик родился в Харлеме, входившем в то время в состав Голландской республики, в семье живописцев и рисовальщиков, он был сыном художника Томаса Вика (1616—1677), у которого получил первые уроки мастерства. Его отец провёл большую часть 1630-х годов в Риме, совершенствуя «итальянский стиль», который можно увидеть в работах как отца, так и сына. Вскоре после коронации английского короля Карла II в 1661 году отец Яна переехал в Лондон, а через несколько лет, в 1664 году за ним отправился и сын. Также кажется вероятным, что они оба находились в Лондоне во время Великого лондонского пожара 1666 года, поскольку его отец создал один из последних эскизов старого собора Святого Павла в его полуразрушенном состоянии перед тем, как его снесли для создания нового собора, а также ночные сцены самого пожара.
Томас Вик вернулся в Нидерланды через несколько лет, но Ян остался в Англии до конца своей жизни, где имел успех своими конными портретами, пейзажами, сценами охоты, батальными сюжетами, такими как сражения, и изображениями исторических деятелей.
Художник был женат трижды. Подробности первого брака неизвестны. Его второй женой была 19-летняя англичанка по имени Энн (Анна) Скиннер. В период с 1678 по 1683 год у них было четверо детей, но ни один из них не пережил раннее детство. После смерти Анны в 1687 году он женился в третий раз на голландке по имени Элизабет Холомберг. Они переехали в новый дом в Мортлейке, и между 1689 и 1693 годами у них родилось двое сыновей: Джон, Уильям и дочь Элизабет. Его жена Элизабет умерла при рождении дочери.
Ян Вик работал в Англии до своей смерти, пользуясь покровительством герцога Ормонда, нового короля Вильгельма III, пользовался также покровительством герцога Монмута. Он написал портрет Монмута верхом на коне (1670-е), а также множество его изображений в бою, например, при осаде Маастрихта в 1673 году и в битве при Ботвелл-Бридж в 1679 году.
24 ноября 1680 года Вик был включен в комитет действующих художников «Компании художников-живописцев» (Painter-Stainers' Company), что стало признанием его растущего таланта.
Вместе с художником Дирком Масом Ян Вик был направлен в Ирландию, чтобы рисовать военные кампании Вильгельма III. Он по-видимому, присутствовал при крупнейшем сражении в истории Ирландии Битве на реке Бойн, решающей битве Войны двух королей в ходе Славной революции, которую позже изобразил на своей знаменитой картине. Известно также, что на протяжении 1690-х годов он создал по крайней мере полдюжины картин с изображениями битв (Осада Маастрихта (1673), Осада Дерри, 1689), а также бесчисленное количество боевых фигур, лагерей и конных портретов солдат перед сражениями.
Джон Уик начал обучать молодых английских живописцев, продолжая работать над собственными проектами, и оказал большое влияние на развитие британского искусства того периода, особенно в жанре батальной живописи. Одним из его главных учеников, который впоследствии создал значительные произведения, был Джон Вуттон, который являл собой образец британского военного искусства в начале восемнадцатого века. Другими учениками были художники-любители сэр Мартин Бекман и Матиас Рид. Рид переехал в Уайтхейвен и стал известен как «отец кембрийской живописи».
Джон Уик умер в своем семейном доме в Мортлейке, графство Суррей, 17 мая 1702 года в возрасте пятидесяти шести лет.

## Галерея

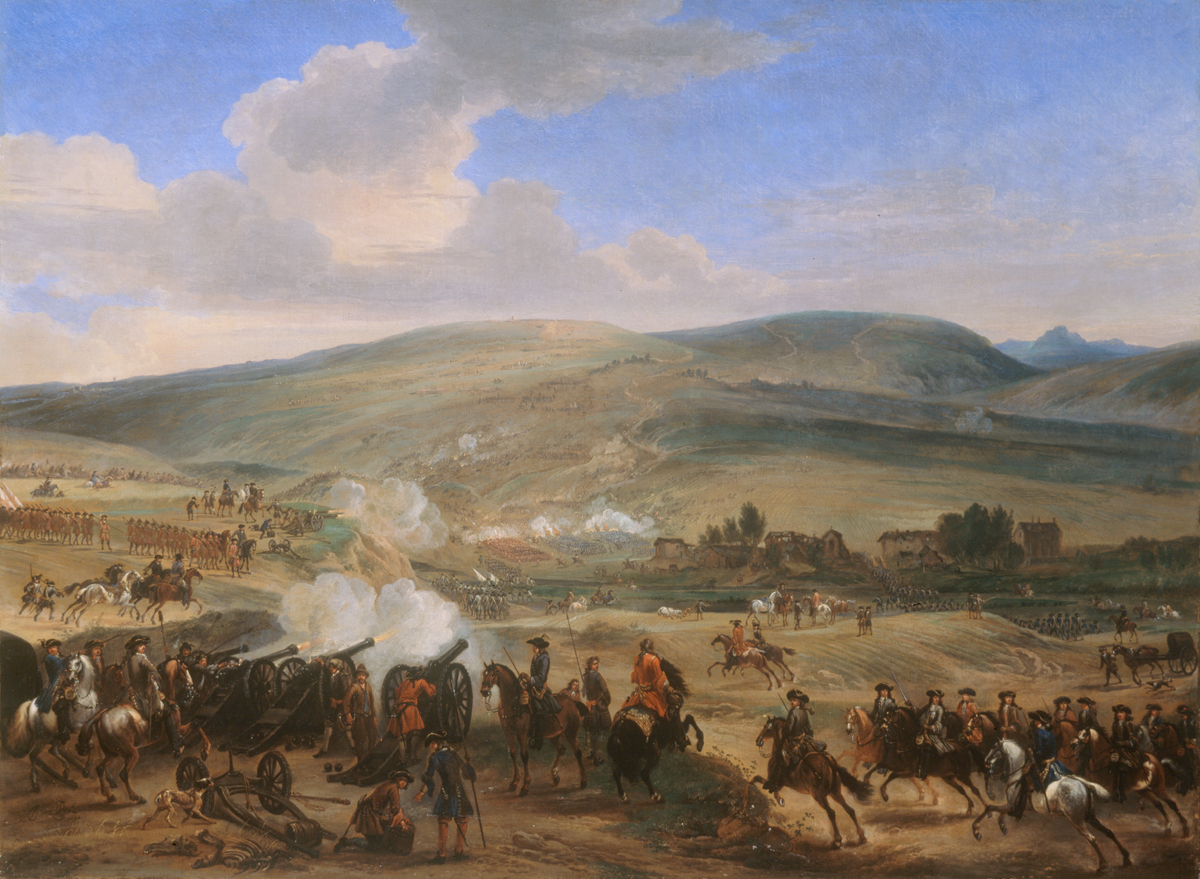
Битва на реке Бойн 1 июля 1690. Ок. 1693. Дерево, масло. Национальный музей армии, Лондон
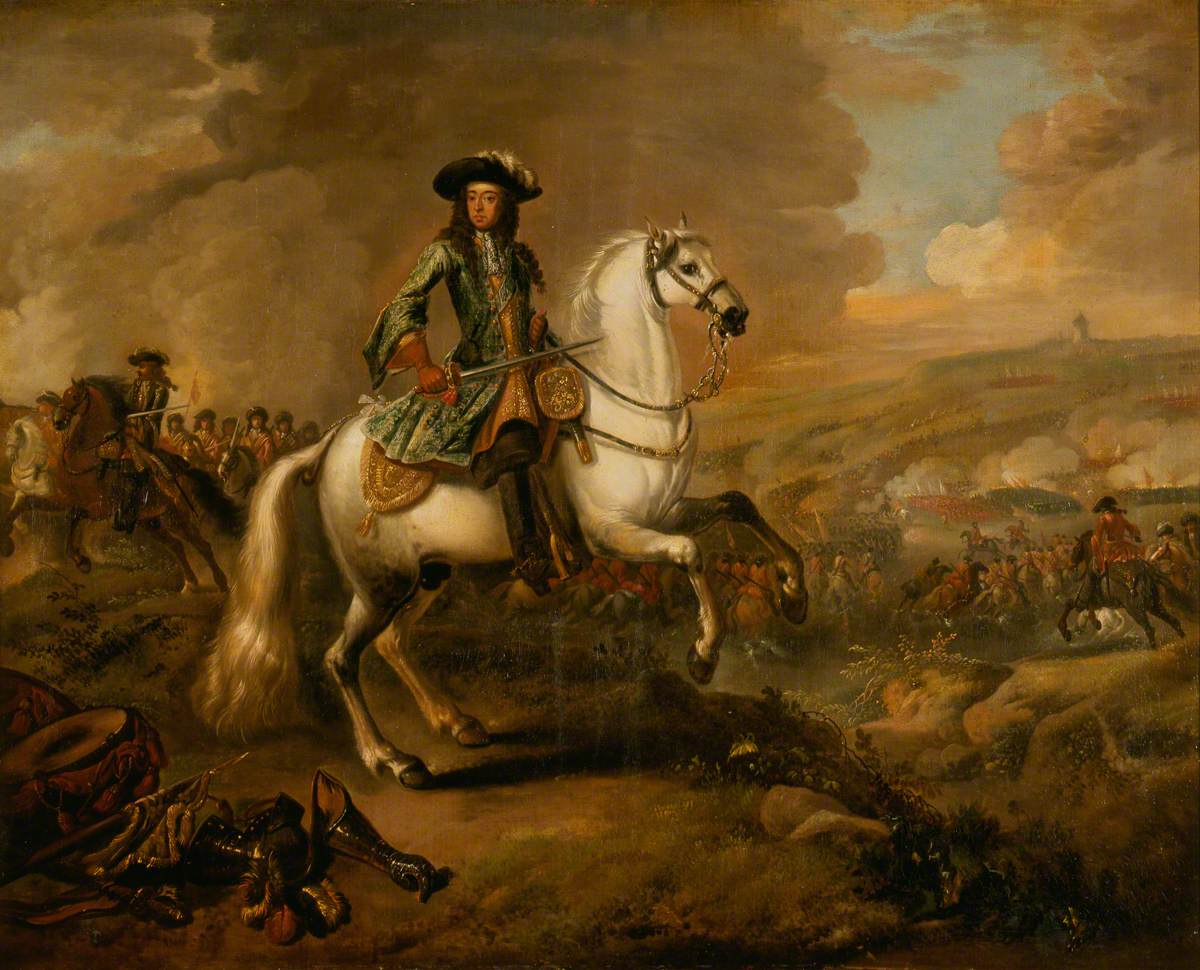
Король Вильгельм III в битве на реке Бойн, 1690. Между 1690 и 1695. Дерево, масло. Частное собрание
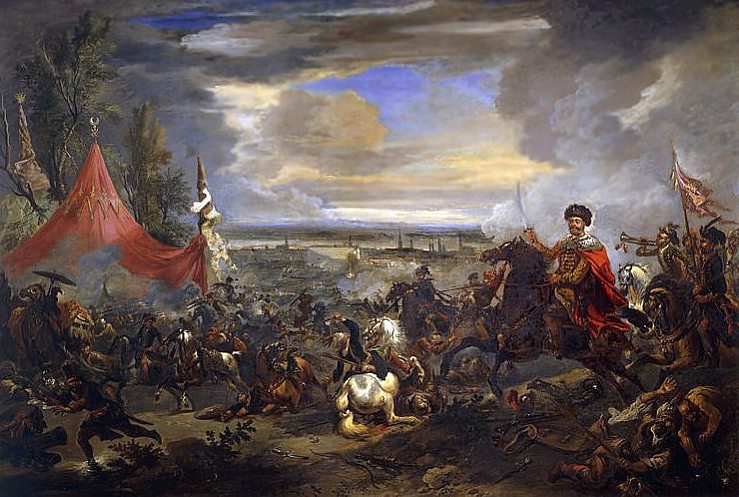
Битва при Каленберге. 1683. Холст, масло, Частное собрание
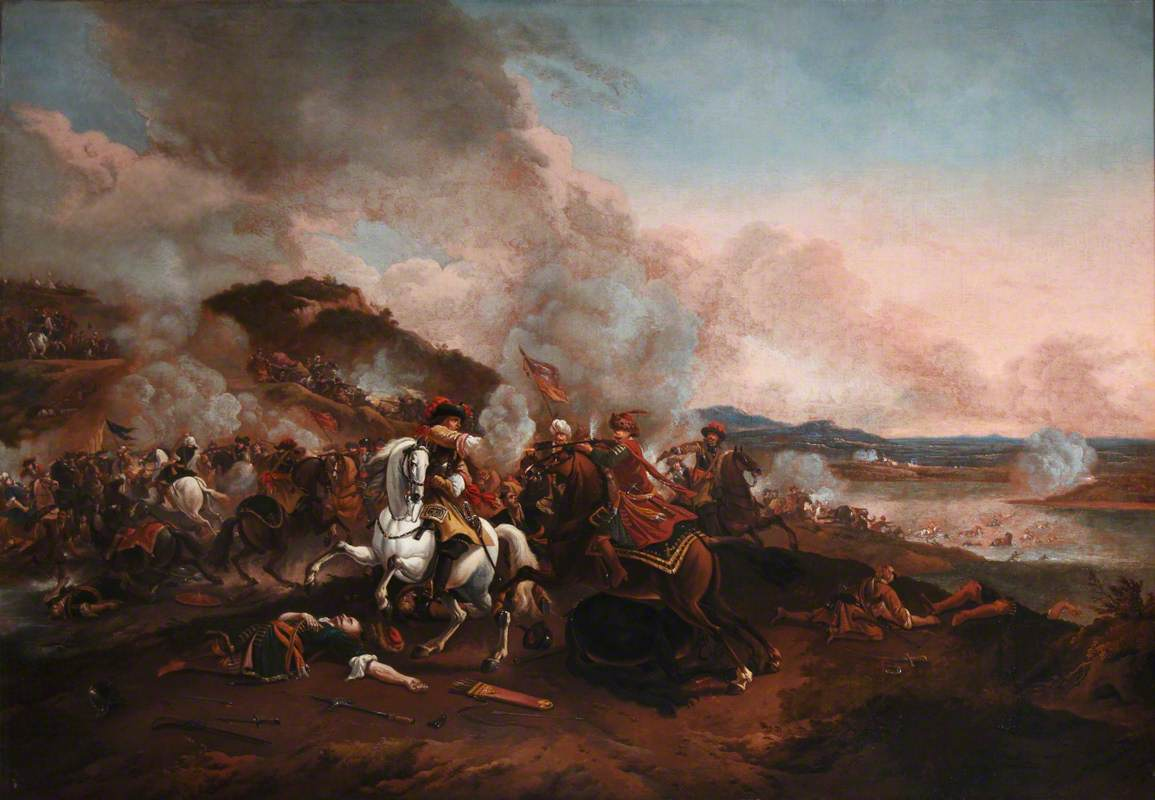
Битва христиан с турками. Между 1683 и 1684. Холст, масло. Национальный фонд, Великобритания
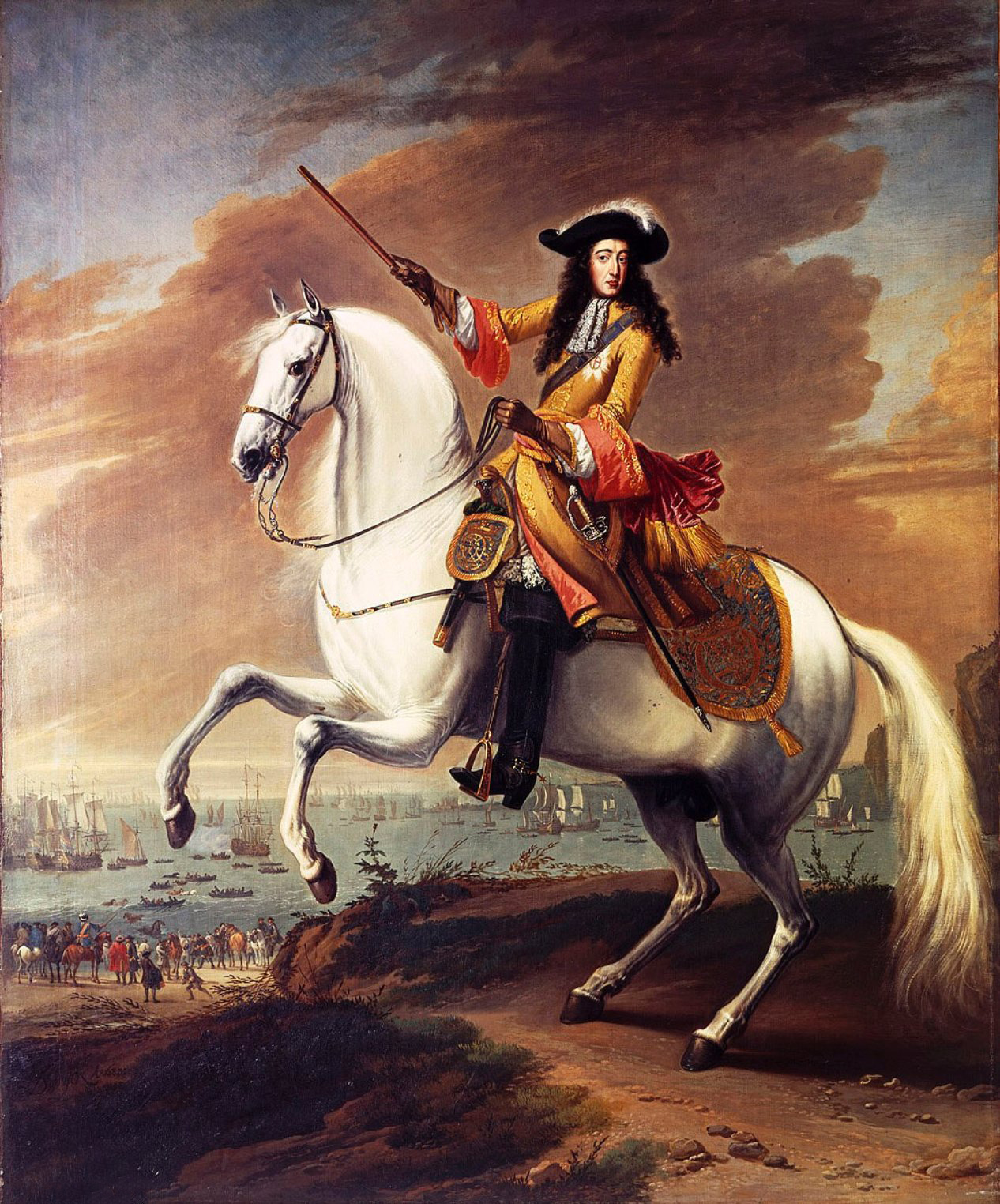
Высадка Вильгельма III в Бриксеме, Торбей, 5 ноября 1688 года. Ок. 1688. Холст, масло. Королевские музеи, Гринвич
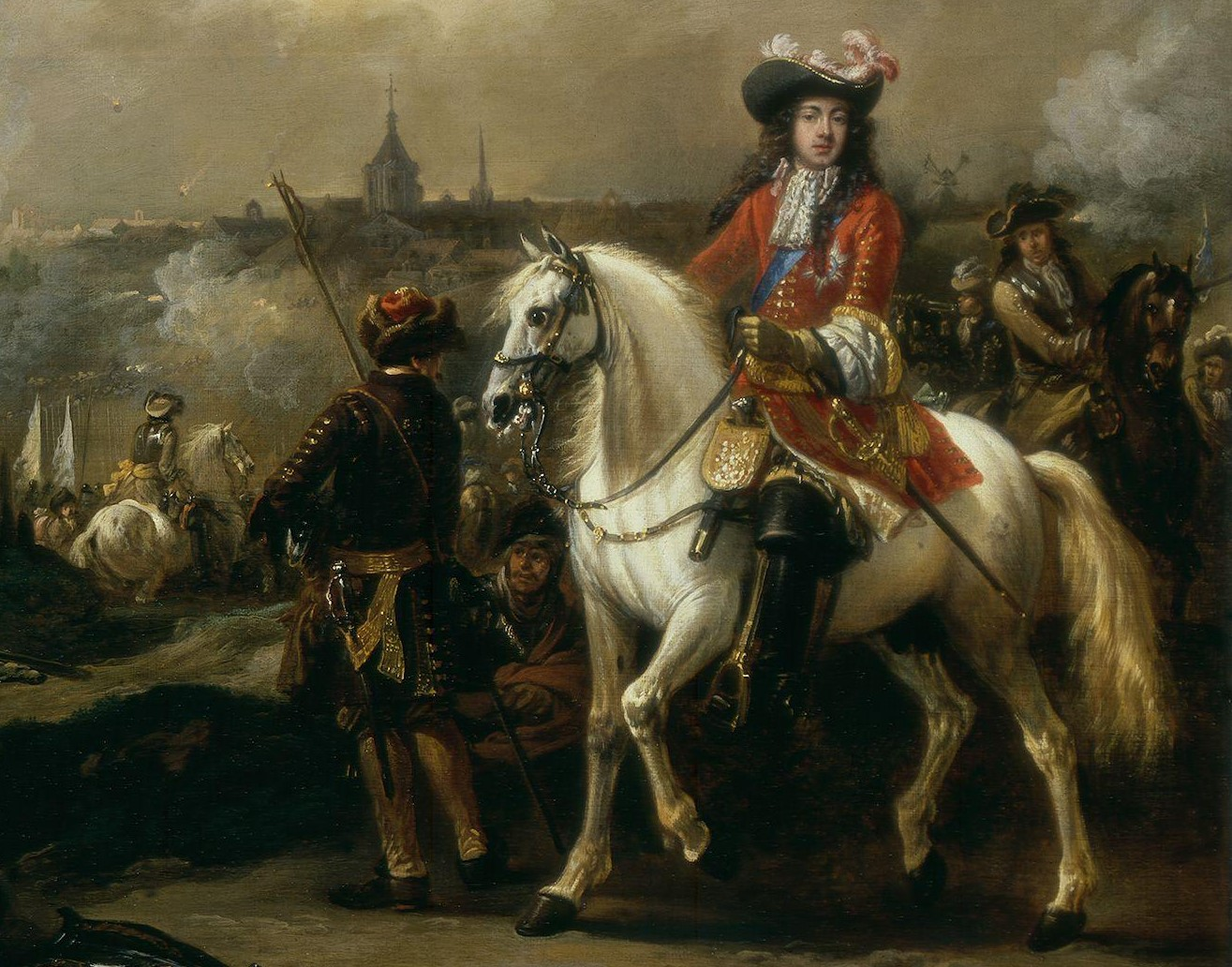
Джеймс Скотт, 1-й герцог Монмут на коне. 1670-e. Холст, масло. Национальная портретная галерея, Лондон
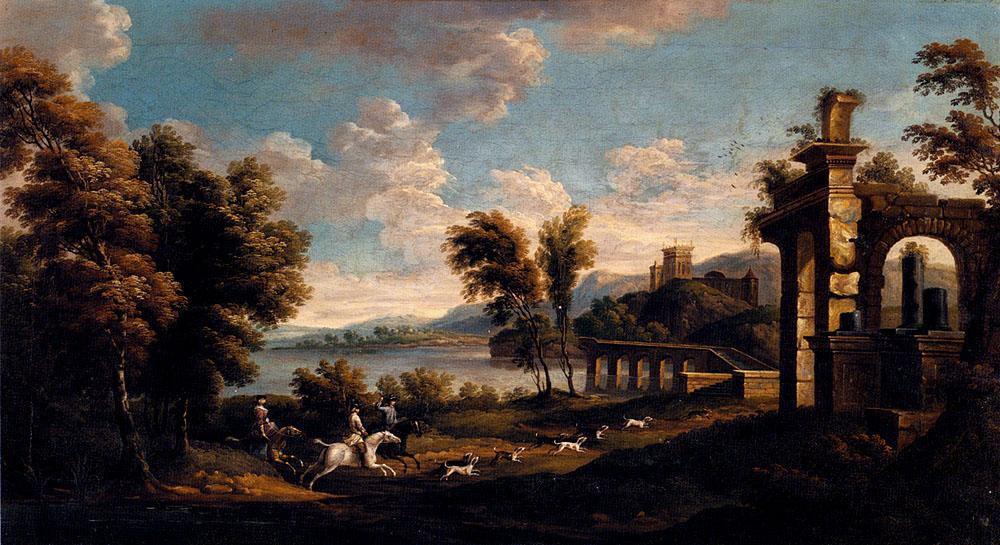
Сцена на охоте. 1670-е. Холст, масло. Частное собрание
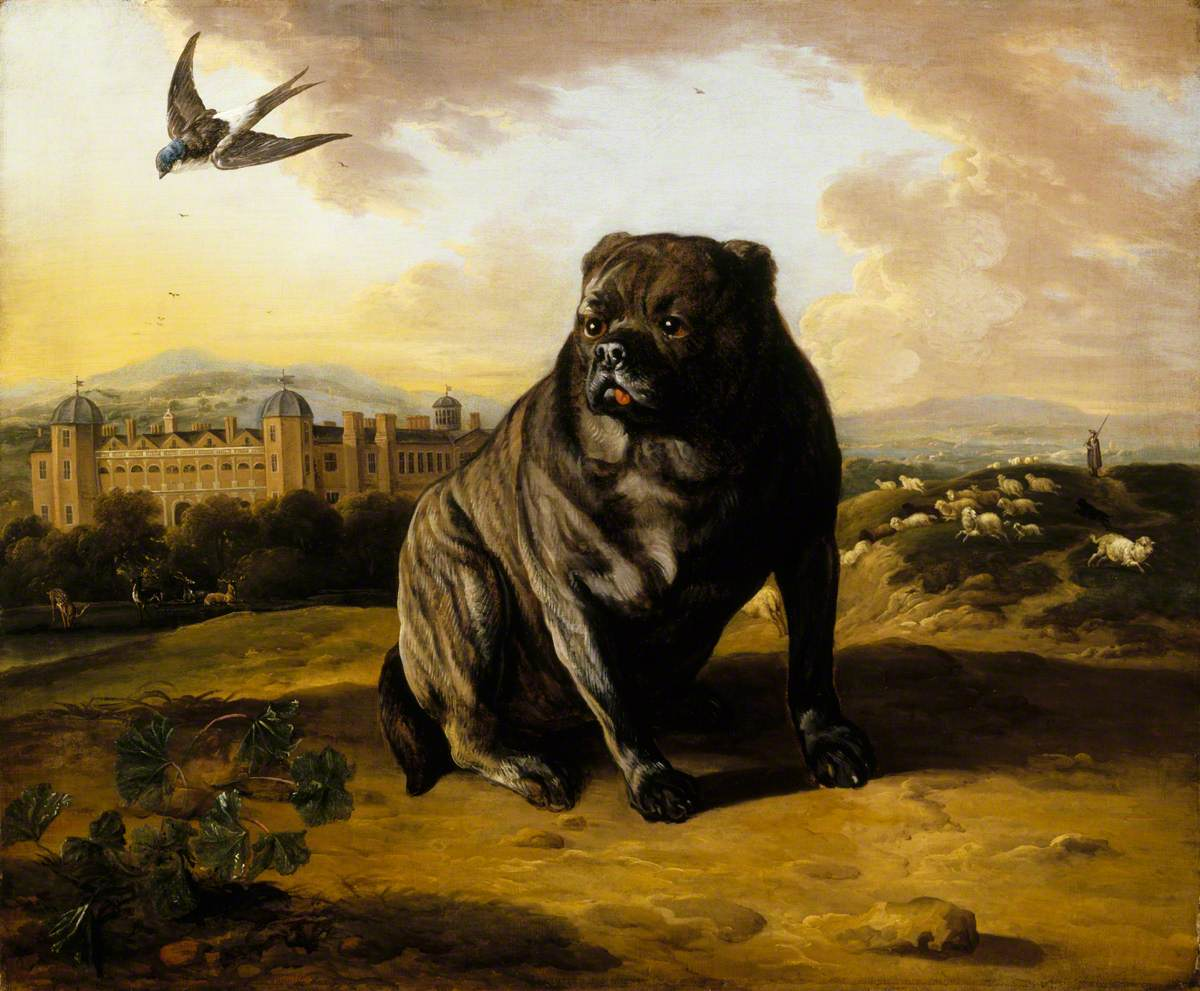
Голландский мастиф (по прозвищу «Старый Вертю») на фоне Данэма Мэсси. 1700. Холст, масло. Национальный фонд, Великобритания